# Minervois
De Minervois is een wijnbouwgebied in de Languedoc, Zuid-Frankrijk. De naam komt van de plaats Minerve, die genoemd is naar Minerva.

## Geografie

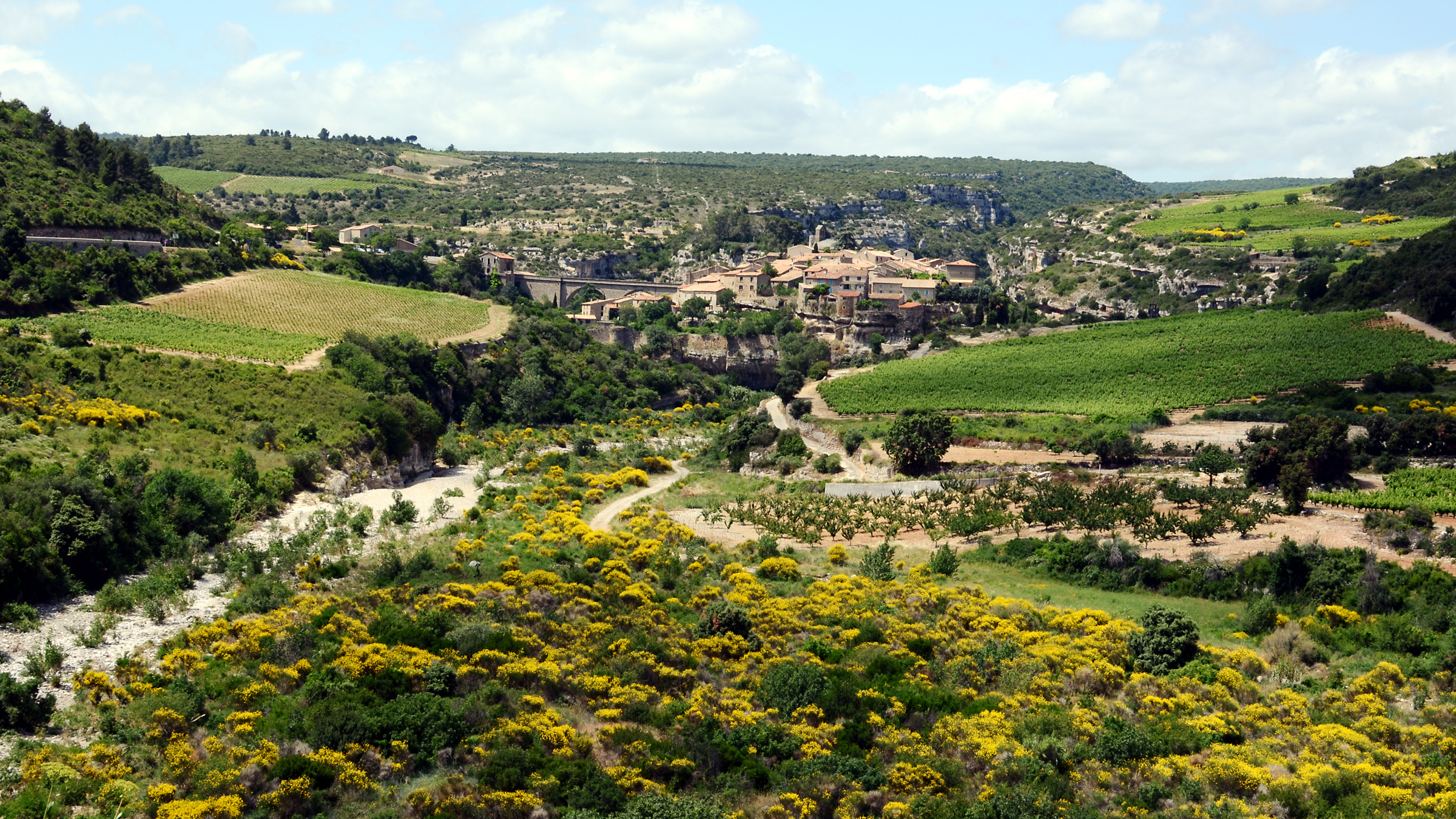
Wijnbouw in Minerve

De Minervois is geen administratieve eenheid en ligt op de grens van de departementen Aude en  Hérault.  De 75 gemeenten liggen in een gebied van 50 bij 25 kilometer tussen de noordelijk gelegen Montagne Noire en de zuidelijk gelegen rivier de Aude met aan de overkant de streek Corbières. Ten westen van de Minervois ligt de Cabardès en ten oosten de vlakte rond Béziers.
Vanuit de vallei van de Aude loopt het terrein trapsgewijs in noordelijke richting tot de uitlopers van Montagne Noire. De streek wordt gedomineerd door vele wijnvelden in het zuiden en eikenbossen in het noorden.
De bodem van de Minervois is gevarieerd van aard. In de vlakte treft men de vruchtbaarste,  kleihoudende gronden aan, dikwijls met grote ronde keien bezaaid. Hoger in de heuvels komt vooral kiezelgoer afgewisseld met kalksteen voor, maar af en toe ook leisteen. Beide gronden leveren goede wijn.

## Geschiedenis
De streek kent een geschiedenis die teruggaat tot vóór de Romeinse bezetting. De grotten van Fauzan en Bize-Minervois dateren uit de paleolithische periode. Uit de neolithische periode stammen de dolmens, gangvormige overdekte grafheuvels en de vele grotten in het noordelijke deel.
Na de verovering van Narbonne in 118 v.Chr. werd de Minervois bevolkt door Romeinse kolonisten.  Zij lieten een verbeterde infrastructuur (wegen, bruggen) en nieuwe nederzettingen achter.
De eerste vermelding van de naam Minervois dateert van vroeg in de 9e eeuw toen melding werd gemaakt van land "in territorio Narbonense, suburbio Minerbense".

In de Middeleeuwen werd de Minervois getroffen door de Kruistochten tegen de Katharen. Hierbij zijn vele dorpen en kastelen met de grond gelijkgemaakt en hun bewoners gedood of verdreven.

## Toerisme

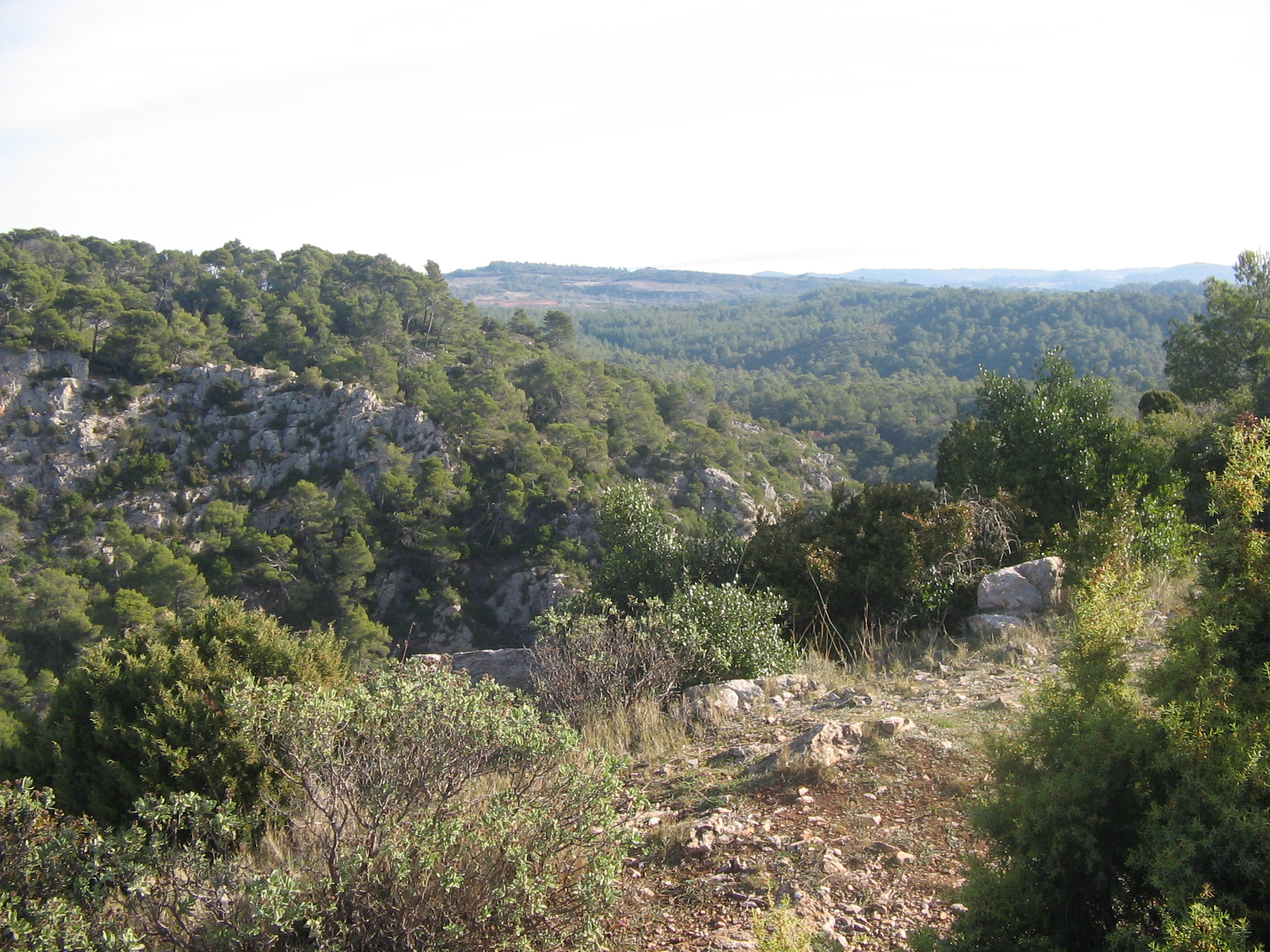
De ruige natuur van de Minervois; hier uitzicht vanaf Caunes-Minervois

Alhoewel de Minervois zich in de jaren negentig steeds meer toespitste op kwalitatieve wijnen, lijdt de streek onder de lage prijs van de wijn. Het toerisme moet het verlies van banen opvangen. Toeristen komen vooral voor het Canal du Midi, de natuurgebieden, sporen van het verleden en pittoreske dorpjes als Aigne, waar de huizen in de oude kern een slakkenhuis vormen. In deze "escargot" zijn schilders en andere kunstenaars gevestigd. 
Trekpleister zijn onder andere:
- De dolmens van Villeneuve-Minervois
- Het Canal du Midi
- De abdij van Caunes-Minervois
- De zevenhoekige kerk van Rieux-Minervois
- Minerve

## Gemeenten in de Minervois
De Minervois kent 62 gemeenten, verdeeld over de departementen Aude en Hérault.

## Wijnen uit de Minervois
- Samen met de vijf buurgemeenten Siran, Fauzan, Azillanet, Félines-Minervois en Cesseras werd La Livinière in 1999 de eerste officieel erkende cru van de Minervois. De wetgever heeft bepaald dat de cru de Minervois uitsluitend rode druiven mag bevatten met de restrictie van 45 hl/ha. Toegestane druivenrassen zijn syrah, grenache, carignan, cinsault, mourvèdre en picpoul.

- In Saint-Jean-de-Minervois wordt een zoete muskaatwijn gemaakt. Volgens voorschrift moet de druif ten minste 252 g suiker per liter hebben. Deze Muscat de Saint-Jean-de-Minervois heeft sinds 1946 een eigen Appellation Contrôlée.